# 9985 Akiko
9985 Akiko là một tiểu hành tinh vành đai chính. Nó bay quanh Mặt Trời theo chu kỳ 3.49 năm.
Được tìm ra bởi R. H. McNaught và H. Abe ngày 12 tháng 5 năm 1996 Tên chỉ định của nó là 1996 JF. It was later renamed 9985 Akiko after Akiko Yamamoto, a longtime collaborator with H. Abe.